# Hermann Knappe
Hermann Knappe (* 27. August 1901 in Frankfurt (Oder); † 23. April 1984 in Berlin) war ein deutscher Politiker (SPD).

## Leben
Hermann Knappe war ein Sohn eines Fleischermeisters und besuchte eine Volksschule. Er wurde Werkzeugmacher und arbeitete ab 1922 als Schlosser bei der Firma „Dr. Max Levy GmbH“. 1926 trat er dem Deutschen Metallarbeiter-Verband und im folgenden Jahr der SPD bei. Mit der „Machtergreifung“ der Nationalsozialisten 1933 wurde Knappe wegen seiner Tätigkeit als Betriebsrat gemaßregelt. Später arbeitete er als Werkzeugmacher bei verschiedenen Firmen in Berlin, Hüningen im Elsass, Langenbielau in Niederschlesien und Neudek bei Karlsbad.
Nach dem Zweiten Weltkrieg kehrte Knappe 1945 nach Berlin zurück und wurde Betriebsleiter als Treuhänder im Auftrag des Bezirksamts Kreuzberg. Er war Vorstandsmitglied der Gewerkschaft der Techniker und Werkmeister. Bei der ersten Berliner Wahl 1946 wurde er in die Stadtverordnetenversammlung von Groß-Berlin gewählt. Auch bei der folgenden Wahl 1948 wurde er gewählt, Ende 1950 schied er aus dem Parlament aus.